# 37 mm armata Puteaux SA 18
Puteaux SA 18 – francuskie krótkolufowe działko półautomatyczne, pochodzące z okresu I wojny światowej, montowane głównie w pojazdach bojowych.
Była to prosta, lecz dość niezawodna i celna broń, o sporej szybkostrzelności, strzelająca płaskotorowo. Przeznaczone było głównie do zwalczania piechoty i gniazd broni maszynowej, na skutek niskiej prędkości wylotowej jedynie w niewielkim stopniu nadawało się do celów przeciwpancernych.
Przebijalność pancerza była słaba, ale w praktyce działko okazało się zdatne do zwalczania większości lekkich pojazdów pancernych z małej odległości jeszcze w 1939. Z nowoczesnym rdzeniowym pociskiem przeciwpancernym przebijało pancerz 21 mm na dystansie 400 metrów. Działko obsługiwane było przez jednego żołnierza, cechowało się łatwością obsługi, zacięcia były rzadkie.
Długość lufy wynosiła 21 kalibrów (L/21), a szybkostrzelność maksymalna 15 strzałów na minutę, praktyczna – 10 strz./min. Otwarcie zamka, wyrzucenie łuski i napięcie iglicy następowało automatycznie (działko półautomatyczne). Broń naprowadzana była na cel przez strzelca za pomocą kolby naramiennej, wyposażona była w celownik lunetkowy.
Działko to było standardowym uzbrojeniem francuskich czołgów lekkich. Montowane było w czołgach Renault FT oraz czołgach okresu II wojny światowej: Renault R-35, Hotchkiss H-35 i H-39, FCM 36 i kilku typach francuskich samochodów pancernych, głównie White-Laffly WL-50.
W Wojsku Polskim działko wz. 18 Puteaux używane było w czołgach lekkich Renault FT oraz czołgach Renault R-35 i Hotchkiss H-35, samochodach pancernych Peugeot, następnie w samochodach pancernych wz. 28, wz. 29 i wz. 34. Stosowane było również na niektórych polskich okrętach rzecznych.

## Galeria

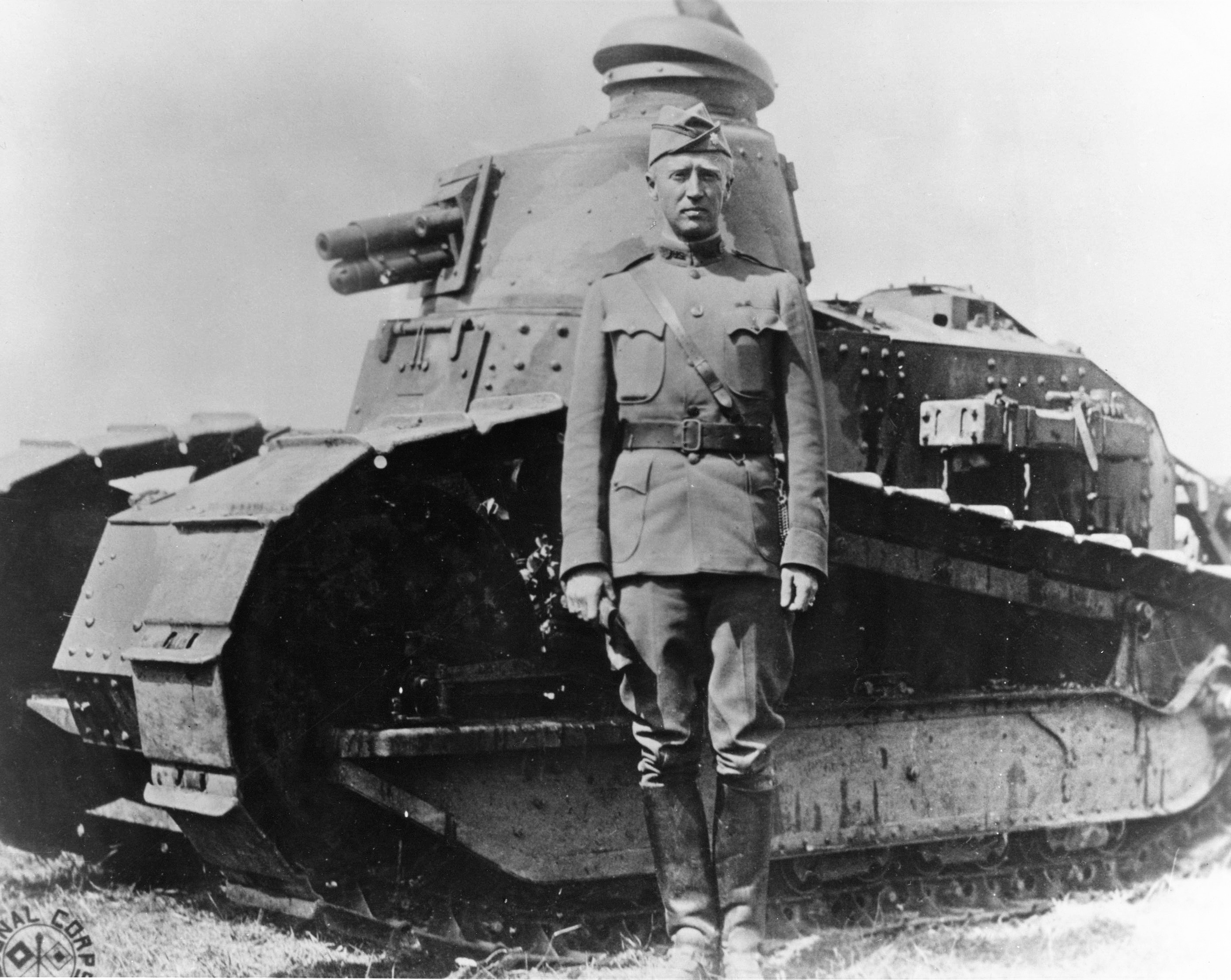
George Patton przed czołgiem Renault FT uzbrojonym w armatę Puteaux SA 18 podczas I wojny światowej (1918)
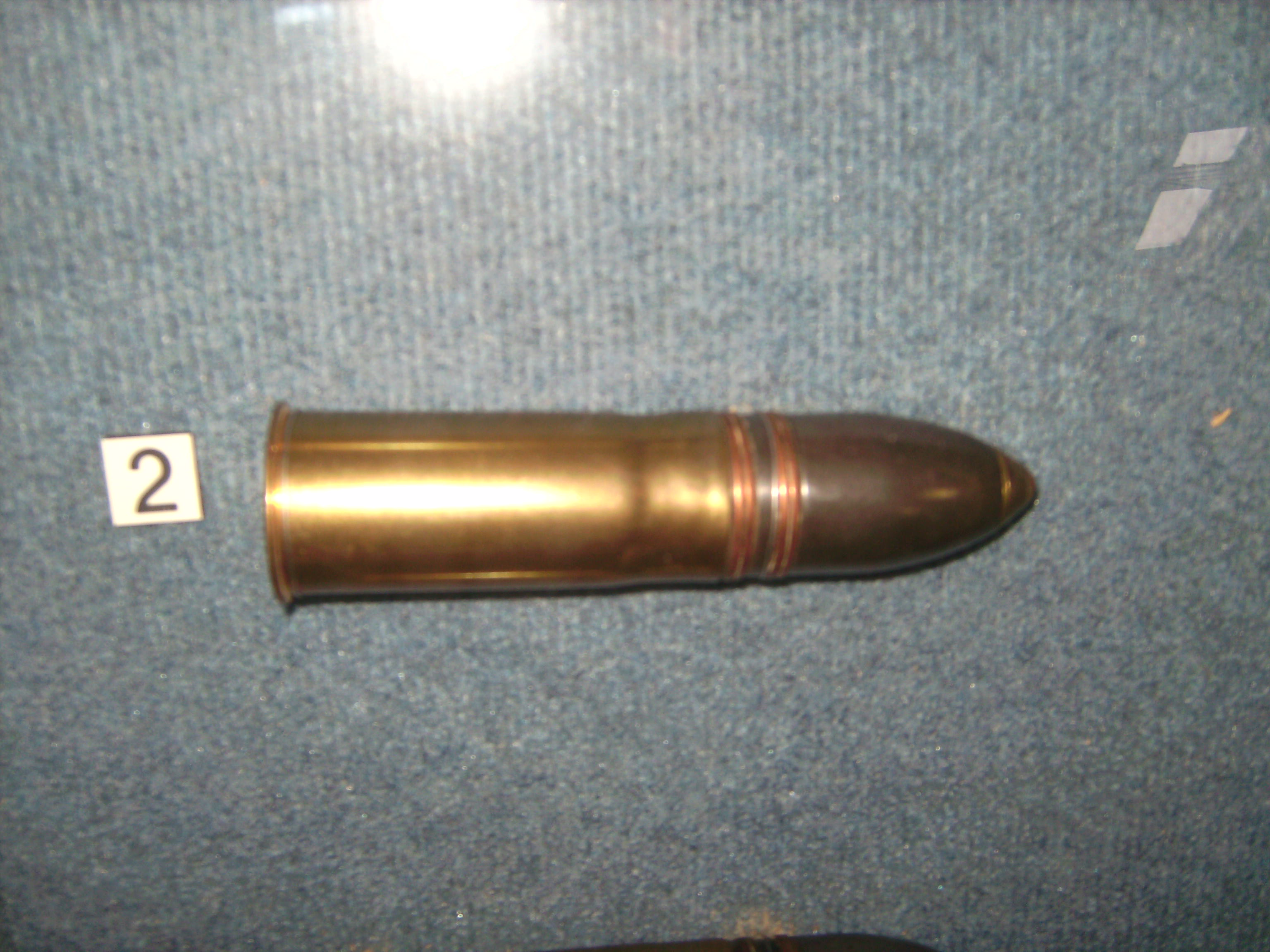
Nabój do działka Puteaux SA 18